# Семпульно-Краєнське (гміна)
Гміна Семпульно-Краєнське (пол. Gmina Sępólno Krajeńskie) — місько-сільська гміна у північній Польщі. Належить до Семполенського повіту Куявсько-Поморського воєводства.
Станом на 31 грудня 2011 у гміні проживало 16119 осіб.

## Площа
Згідно з даними за 2007 рік площа гміни становила 229.18 км², у тому числі:
- орні землі: 61.00%
- ліси: 27.00%

Таким чином, площа гміни становить 28.98% площі повіту.

## Населення
Станом на 31 грудня 2011:
| Опис     | Загалом | Загалом | Чоловіки | Чоловіки | Жінки | Жінки |
| -------- | ------- | ------- | -------- | -------- | ----- | ----- |
| одиниця  | осіб    | %       | осіб     | %        | осіб  | %     |
| все      | 16119   | 100     | 7877     | 48.87    | 8242  | 51.13 |
| міське   | 9312    | 100     | 4480     | 48.11    | 4832  | 51.89 |
| сільське | 6807    | 100     | 3397     | 49.90    | 3410  | 50.10 |

## Сусідні гміни
Гміна Семпульно-Краєнське межує з такими гмінами: Дебжно, Ґостицин, Кенсово, Камень-Краєнський, Сошно, Венцборк.